# اولاین
اولاین (به آلمانی: Olai) شهرکی در لتونی با جمعیت ۱۲٬۷۱۹ نفر است که در Riga District واقع شده‌است.